# Mehmedagics Iszmail
Mehmedagics Iszmail bosnyák származású muszlim vallási vezető a két világháború között.
1931. augusztus 3-tól kezdve budai imám, müezzin és muftihelyettes, Durics Hilmi Huszein helyettese, a Gül Babáról elnevezett Magyar Autonóm Izlám Vallásközség második számú vezetője.

## Vallási vezetői tevékenysége
Durics Hilmi Huszein jobbkeze. Minden jelentősebb külföldi útjára elkíséri az "effendit". "1934-ben Durics és Mehmedagics Iszmail megfordultak Egyiptomban, Szíriában és Palesztinában. Jeruzsálemben a Pániszlám Kongresszus zsidógyűlölő fejétől, Hadzs Amin al-Huseini nagymuftitól (Hitler későbbi barátjától) sokatmondó ígéreteket kaptak, hogy a Kongresszus majd miként támogatja a bosnyák-magyar muszlimok mozgalmát."
Sírja a budapesti Új köztemető muszlim parcellájában található.